# Hunter Biden
Pour les articles homonymes, voir Biden (homonymie).
Robert Hunter Biden dit Hunter Biden, né le 4 février 1970 à Wilmington (Delaware), est un homme d’affaires américain, fils de Joe Biden, président des États-Unis de janvier 2021 à janvier 2025.
Hunter Biden est un investisseur de fonds spéculatifs, de capital-risque et de fonds de capital-investissement qui a auparavant travaillé comme lobbyiste, banquier, fonctionnaire de l'administration publique et avocat enregistré d'une société de lobbyistes.
Il siège au conseil d'administration de Burisma Holdings, l'un des plus grands producteurs privés de gaz naturel d'Ukraine, de 2014 jusqu'à l'expiration de son mandat en avril 2019.
Depuis le début 2019, Hunter Biden fait l'objet d'accusations d'activités de corruption concernant ses relations commerciales en Ukraine. Accusé également d'évasion fiscale, de blanchiment d'argent et de possession d'arme à feu sous l'influence de stupéfiants, Hunter Biden obtient début décembre 2024, la grâce présidentielle de la part de son père, président des États-Unis, Joe Biden, alors qu'il risquait jusqu'à 17 ans et 25 ans de prison.

## Biographie

### Famille, vie privée et formation
Robert Hunter Biden est le second fils de Joe Biden, vice-président des États-Unis de 2009 à 2017 et président des États-Unis de 2021 à 2025, et de Neilia Hunter Biden, la première épouse de celui-ci.
En 1972, son frère aîné Beau et lui survivent à un accident de la route, au cours duquel sa mère et sa jeune sœur Naomi Christina décèdent. Il a une demi-sœur, Ashley, née en 1981 et fille de la seconde épouse de son père remarié en 1977, Jill Jacobs.
Hunter Biden est diplômé des universités de Georgetown et de Yale.
Hunter Biden épouse Kathleen Buhle avec laquelle il a trois filles et de laquelle il divorce après 22 ans de mariage.
En 2018, alors sous l'influence de la drogue et de l'alcool, Biden a une relation adultère avec une stripteaseuse de l'Arkansas, Lunden Roberts, et devient ainsi le père d'une fille. Une bataille judiciaire a lieu sur la pension alimentaire et la reconnaissance légale de cette fille, dont les liens biologiques avec son père, qui refusait auparavant de l’accepter, sont officiellement confirmés par un test ADN en 2019. La famille Biden reconnaît publiquement l'existence de ce septième petit-enfant en juillet 2023.
En mai 2019, Hunter Biden épouse Melissa Cohen, une réalisatrice sud-africaine de 32 ans avec laquelle il a un fils.

### Lutte contre l'addiction
Hunter Biden se bat toute sa vie contre la toxicomanie et l'alcoolisme, et détaille ses luttes dans ses mémoires Beautiful Things. Il pense que sa dépendance peut être liée au traumatisme de l'accident de voiture de 1972 qui a tué sa mère et sa sœur.
Au cours des deux dernières décennies, Biden alterne les longues périodes de sobriété suivies de rechutes. Après la mort de son frère Beau, sa dépendance s'aggrave et il prétend avoir « fumé du crack toutes les 15 minutes ».
Une analyse détaillée du disque dur de Hunter Biden par NBC News montre que Biden et son entreprise ont gagné 11 millions de dollars entre 2013 à 2018, via ses fonctions d'avocat, de membre du conseil d'administration d'une entreprise ukrainienne accusée de corruption et de son travail avec un homme d'affaires chinois accusé de fraude par la suite.
Une partie importante de ces gains sert à financer sa dépendance. Dans son autobiographie Beautiful Things, il déclare que l'argent de Burisma « s'est transformé en un catalyseur majeur lors de mon dérapage le plus raide vers la dépendance » et « m'a poussé à dépenser de manière imprudente, dangereuse et destructrice ». 
En juillet 2022, des vidéos font surface en ligne montrant Biden pesant et fumant du crack avec des femmes légèrement vêtues, certaines « pendant » des actes sexuels apparents. Ni la Maison-Blanche, ni Hunter Biden ne contestent l'authenticité des images.
L’exploitation de l’un de ses ordinateurs le place en 2021 au cœur d'un scandale mêlant drogues, prostituées et dépenses somptuaires,.
Depuis 2020, il se lance dans la peinture,.

### Carrière professionnelle

#### Carrière dans les affaires
Il est associé chez Rosemont Seneca Partners LLC, au conseil de Boies, Schiller, Flexner LLP, une société juridique de New York. Il est également président du World Food Program USA. Hunter Biden se lance dans la finance dans les années 2000 avec un « succès mitigé ».

#### À l'US Navy
Hunter Biden devient réserviste de l'US Navy en tant qu'aspirant en mai 2013, et travaille à temps partiel en tant que responsable des relations publiques. En juin 2013, après avoir été testé positif à la cocaïne, il en est renvoyé,. Il affirme avoir ingéré de la drogue involontairement.

#### Relations avec la Chine

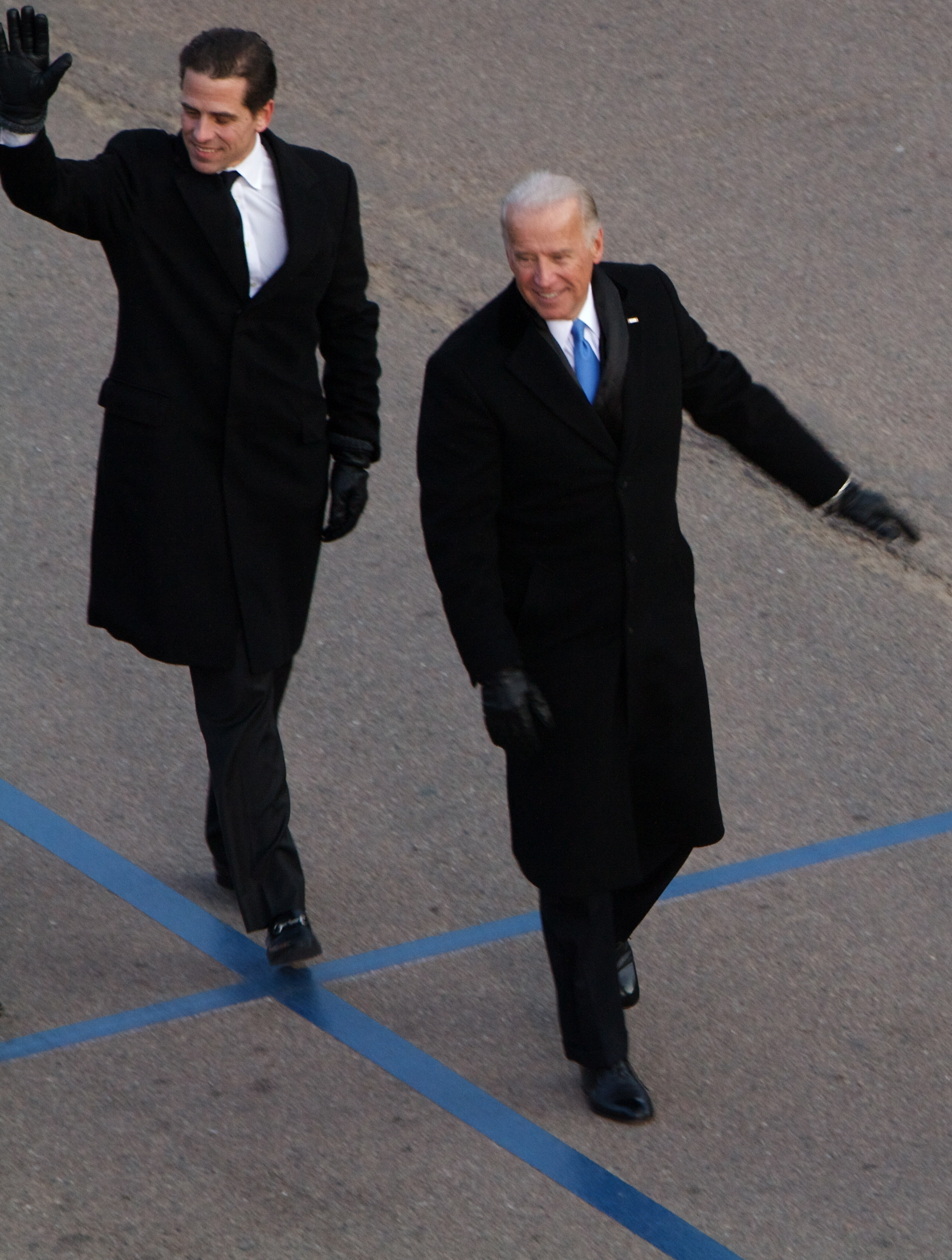
Ave son père lors du défilé d'investiture de Barack Obama en 2009

Durant le second mandat de l'administration Obama, Hunter Biden conclut des accords commerciaux lucratifs avec un fonds d'investissement lié au gouvernement chinois, après que Hunter Biden a accompagné en 2013 son père lors d’un voyage à Pékin,.
Lors de ce voyage officiel, dans le hall d’un hôtel, Hunter Biden met son père en relation avec Jonathan Li, un partenaire d’affaires chinois. Des conseillers de Joe Biden s'inquiètent des apparences d’une telle présentation au pays des « guanxi » (réseaux de relations).
Hunter Biden était un membre bénévole du conseil de BHR Partners, nouveau fonds d’investissement que Jonathan Li était sur le point de diriger. Plusieurs jours après le voyage des Biden en Chine, BHR Partners a obtenu du gouvernement chinois une licence d’exploitation[réf. nécessaire]. Trois ans plus tard, Hunter Biden prend une participation de 10 % dans BHR Partners grâce à un investissement de 420 000 $.
En décembre 2013, Rosemont Seneca Partners, la petite société de conseil financier de Hunter Biden, participe à une opération de capital-investissement de 1,5 milliard $, impliquant une filiale de la Bank of China, la société de gestion de fonds Bohai Industrial Investment, et l'un des plus importants gestionnaires d'actifs de Chine, Harvest Fundation Management Co. 
Les sociétés utilisent du capital-risque appartenant à l'État chinois pour lever les fonds. Le Wall Street Journal qualifie le projet de « l'une des plus grandes collaborations sino-étrangères en capital-investissement » pour tirer parti de la nouvelle zone de libre-échange de Shanghai et de la libéralisation de la politique chinoise visant à convertir le yuan en devises. Les conversions aident le gouvernement chinois à investir dans des sociétés étrangères.
En 2019, The New Yorker écrit un article dans lequel il indique comment Hunter Biden s'est vu offrir un diamant de 2,8 carats par le magnat de l'énergie chinois Ye Jianming.
En octobre 2019, pour faire baisser la tension sur la campagne électorale de son père, Hunter Biden annonce qu'il quittera à la fin du mois le conseil d'administration de BHR (Shanghai) Equity Investment Fund Management Company. 
Toutefois, le 15 avril 2020, le New York Post révèle que Hunter Biden semble toujours faire partie du conseil d'administration de la société de capital-investissement chinoise qu'il a cofondée.

#### Membre du conseil d'administration de Burisma
Après une visite officielle du vice président Joe Biden en Ukraine, Hunter Biden rejoint, en juin 2014, le directoire d'une des plus importantes compagnies pétrolières et gazières ukrainienne, Burisma, dont le dirigeant, l'oligarque Mykola Zlotchevsky, avait été ministre de l'Écologie du président Viktor Ianoukovytch.
À partir de 2014, Zlotchevsky est poursuivi par les justices ukrainienne et britannique pour blanchiment d'argent à travers Burisma. 
Hunter Biden, qui n'a alors aucune expérience en Ukraine ou dans le secteur de l'énergie, affirme dans un communiqué de presse : « Je crois que mon aide en tant que consultant d’une compagnie sur les questions de la transparence, de la gestion d’entreprise et de l’expansion internationale aidera l’économie de l’Ukraine et la prospérité de son peuple ».

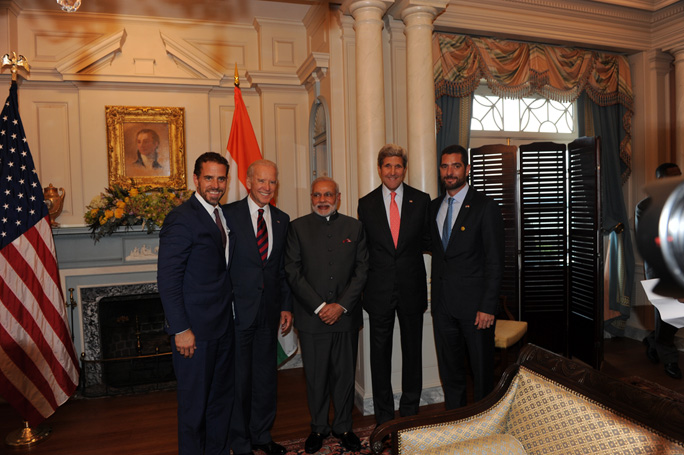
Le vice-président Joe Biden et le secrétaire d'État John Kerry organisent un déjeuner pour le Premier ministre Narendra Modi

En décembre 2015, peu avant la visite de Joe Biden à Kiev, l'ambassadeur américain, Geoffrey R. Pyatt, accuse les procureurs de protéger Mykola Zlotchevsky, poursuivi par les autorités britanniques. Des chercheurs estiment à ce moment que la position de Hunter Biden peut nuire au message anticorruption porté par Joe Biden.
Selon le Washington Post, Hunter Biden quitte en 2019 son poste au sein de Burisma, après cinq années de service, alors que Joe Biden a annoncé en avril sa candidature à la présidence. 
Selon le New York Times, « Hunter Biden et ses partenaires américains ont pris part au vaste effort de Burisma visant à rassembler des démocrates bien connectés à une époque où la société faisait face à des enquêtes soutenues non seulement par les forces ukrainiennes mais également par des responsables de l’administration Obama »,.
D'autres commentateurs soulèvent des problèmes de népotisme ou de conflit d'intérêts.
Sur Fox Business, proche des partisans de Donald Trump, l'humoriste Bill Maher déclare que « ce gamin » a été payé 600 000 $ juste parce qu'il s'appelait Biden dans ce pays extrêmement corrompu qui venait d'avoir une révolution pour se débarrasser de la corruption. 
Le site Vox, proche de la gauche libérale, assimile Hunter Biden à ces personnes gravitant autour de la politique américaine, telles que Billy Carter, Tony Rodham et Neil Bush, tentant de capitaliser financièrement sur leurs proches à la Maison-Blanche et parviennent ainsi à s'enrichir sans réaliser d'actions d'envergure, mais affirme aussi que Joe Biden n'est pas intervenu pour aider son fils en Ukraine.

## Controverses

### Controverse ukrainienne
Début 2016, l'administration Obama et les autorités européennes sont convaincues que le procureur général ukrainien Viktor Chokine ne fait pas assez pour lutter contre la corruption. Joe Biden décide en mars 2016 de menacer le président ukrainien Petro Porochenko de ne pas accorder un milliard de dollars[pourquoi ?] si Viktor Chokine n'est pas renvoyé dans les six heures. Celui-ci est finalement remplacé par « quelqu'un de solide ». Joe Biden rend publique cette intervention en janvier 2018.
De son côté, Viktor Chokine affirme qu'il a été licencié pour l'empêcher d'enquêter sur Hunter Biden. Iouri Loutsenko, procureur général à partir de mai 2016, affirme avoir rencontré l'avocat de Donald Trump, Rudolph Giuliani, selon lui « obsédé par les possibles fautes commises par Joe Biden et son fils », mais avoir finalement décidé qu'il n'y avait pas de raison d'ouvrir une enquête contre Hunter Biden. Il considère en septembre 2018 que, si une enquête est ouverte sur Joe Biden et son fils, elle doit l’être aux États-Unis et non en Ukraine.
En juillet 2019, le président Donald Trump demande par téléphone à son homologue, le président nouvellement élu Volodymyr Zelensky, de se renseigner pour savoir si l'ancien vice-président Biden a mis fin à une enquête sur une entreprise ukrainienne pour laquelle travaillait son fils. Iouri Loutsenko est à son tour limogé au mois d'août 2019 par le président Volodymyr Zelensky. Le 1er octobre 2019, une enquête est ouverte contre Iouri Loutsenko pour abus de pouvoir. Il est suspecté d'avoir « autorisé un business de paris illégaux ». Aux États-Unis, la Chambre des représentants, dominée par les démocrates, lance le 24 septembre 2019 une enquête en vue d'une procédure d'impeachment pour déterminer si le gel par Donald Trump d'une importante aide militaire à l'Ukraine est le résultat d'une volonté de faire pression sur l’exécutif ukrainien, afin que celui-ci lance une enquête sur Joe Biden, dans le but de mettre en difficulté sa campagne pour l’élection présidentielle de 2020.
En mars 2020, le comité sénatorial de la Sécurité intérieure (Homeland Security), dirigé par le républicain Ron Johnson, affirme vouloir poursuivre son enquête sur Hunter Biden, malgré les critiques des sénateurs démocrates.
En décembre 2020, la presse relate que, selon une personne au courant de l'enquête fiscale du ministère de la Justice sur le fils du nouveau président élu Joe Biden, une citation à comparaître lui demande des informations sur plus de deux douzaines d'entités, y compris la société gazière ukrainienne Burisma. Hunter Biden confirme le 9 décembre que ses impôts font l'objet d'une enquête fédérale. La révélation arrive à un moment délicat pour le président nouvellement élu, qui est en train de constituer son cabinet et décidera bientôt de son candidat pour diriger le ministère de la Justice. Outre la demande relative à Burisma, l’assignation vise également à obtenir des informations sur les transactions commerciales chinoises de Hunter Biden et d’autres transactions financières. L'enquête menée par le procureur du Delaware se concentre notamment sur d'éventuelles violations des lois sur la fiscalité et le blanchiment d'argent, dans le cadre de transactions réalisées par Hunter Biden et ses associés en Chine. La presse précise que durant les semaines précédant l’élection présidentielle de novembre, le ministre de la Justice William Barr a donné l’ordre aux procureurs et au personnel de son département d'empêcher la communication d'informations concernant l'enquête sur Hunter Biden afin de ne pas influencer l'élection présidentielle américaine.

### Controverse du portable abandonné
En octobre 2020, le New York Post publie plusieurs courriels remis au journal par Rudy Giuliani comme provenant d'un ordinateur portable de Hunter Biden. Ce portable, victime d'un dégât des eaux, a été déposé en avril 2019 dans une boutique de réparation d'ordinateurs. Le disque dur et les données stockées sur celui-ci sont cependant récupérables, mais personne ne vient le réclamer ni payer la réparation,. Le portable est finalement saisi par le FBI en décembre 2019.
Sur le disque dur sont notamment trouvés par le réparateur des échanges de courriers électroniques entre Hunter Biden et des officiels ukrainiens, ainsi que des photos et une vidéo sur laquelle le fils du candidat démocrate fume du crack en ayant des relations sexuelles avec une femme. Une copie de tous les documents auraient été transmis par le réparateur à l'avocat Rudy Giuliani, qui les aurait fait « fuiter » au New York Post. Le tabloïd en fait sa une, trois jours avant les élections présidentielles.
D'après le quotidien, Hunter Biden aurait présenté son père Joe Biden, alors vice-président, à un cadre supérieur de Burisma, société gazière ukrainienne, moins d'un an avant que Joe Biden ne fasse pression sur le gouvernement ukrainien pour obtenir le renvoi d'un procureur, Viktor Chokine, qui enquêtait sur l'entreprise. Hunter Biden aurait rejoint le conseil d'administration de Burisma en 2014 pour un salaire mensuel de 50 000 dollars. Un autre courriel évoque un fonds d'investissement chinois (Bohai Harvest RST) dont 10 % des actions appartiennent à la famille Biden.
Twitter et Facebook limitent ou empêchent aussitôt la diffusion des messages renvoyant aux articles du New York Post afin, selon eux, de limiter la diffusion d'une fausse nouvelle potentielle,. Le 19 octobre, cinquante anciens hauts responsables du renseignement américain, qui avaient servi dans l'administration Trump et les trois précédentes, publient une lettre ouverte affirmant que la diffusion des prétendus courriels « présente toutes les caractéristiques classiques d'une opération de désinformation russe ».
En 2022, le New York Times admet au passage dans un article que « The email and others in the cache were authenticated by people familiar with them and with the investigation » (« L'e-mail et d'autres dans le cache ont été authentifiés par des personnes familières avec eux et avec l'enquête »). Le lendemain, l'authenticité de cette source est explicitement admise par le journal dans un éditorial.

### Comportement des médias et des réseaux sociaux face aux risques de manipulation
Pour le quotidien  Berliner Zeitung, le comportement des médias vis-à-vis des polémiques autour de Hunter Biden pose question. Le quotidien berlinois s'interroge notamment sur les raisons pour lesquelles la presse mentionne à peine des vidéos du fils de Joe Biden fumant du crack en étant armé. Selon le quotidien, étant donné que Joe Biden était l'un des sénateurs qui, dans les années 1990, ont imposé des sanctions draconiennes pour la simple possession de crack, les contradictions entre les opinions législatives et privées de Biden devraient soulever des questions. Le drame ne serait évoqué que dans les chaînes ultra-conservatrices à populistes. Le fait que le président ne soit guère confronté aux critiques — à l'exception d'un perturbateur lors d'une apparition publique du chef de l'État — est, selon le Berliner Zeitung, surprenant.
De la même manière, les informations du New York Post à quelques jours de l'élection présidentielle de 2020 aurait dû être « un régal pour les journalistes », or, non seulement l'histoire a été ignorée par la plupart des journaux et des chaînes de télévision, mais il y a même eu une sorte de black-out sur les réseaux sociaux, certains des reportages du New York Post étant cachés sur Twitter et sur Facebook.
Le Berliner Zeitung explique ce comportement des médias notamment par la crainte que les informations concernant Hunter Biden, soient utilisées par une puissance étrangère, la Russie, pour par exemple manipuler les élections américaines. Les chaînes de télévision et les journaux se trouveraient devant un dilemme : ne pas rapporter des faits d'importance majeure parce qu'ils peuvent avoir été mis en jeu par des puissances étrangères. Cette décision de ne pas signaler ces informations en cas de doute a aussi ses conséquences selon le quotidien allemand : « dans les médias sociaux, où des millions de personnes ont vu les photos et vidéos et les ont manquées dans les médias classiques, l'accusation de censure par omission circule ». Cette accusation de censure est reprise par plusieurs médias à la ligne éditoriale conservatrice ou populiste comme le Washington Examiner ou encore le Daily Mail.
En décembre 2022, Elon Musk, le nouveau président de Twitter, met à la connaissance du public les « Twitter Files », un ensemble d’extraits de correspondances internes à Twitter, portant notamment sur la manière dont le réseau social a bloqué la diffusion de l’article du New York Post en octobre 2020, en pleine campagne électorale américaine. Pour Le Monde, ces documents permettent d'apprendre « peu de choses » que l’on ignorait auparavant, Jack Dorsey, précédent président de Twitter, ayant déjà reconnu en mars 2021 que la suppression automatisée des articles du New York Post avait été « une erreur totale ». Les documents illustrent surtout les débats internes à Twitter sur ce dossier, mais ne contiennent aucun élément sur le fond du dossier Hunter Biden. La publication de ces documents est accueillie avec jubilation par les ardents supporteurs de Donald Trump, alors qu'ils sont vus par les opposants de Trump comme un « pétard mouillé ».
En février 2024, les procureurs fédéraux révèlent que l'ex informateur du FBI Alexander Smirnov, principal accusateur de Hunter Biden et Joe Biden dans l'affaire Burisma, était en fait en lien avec les services secrets russes. L'information est reprise, via l'AFP, par le Berliner Zeitung, qui note qu'il s'agit d'un échec sévère pour le Parti républicain, dans sa tentative d'impeachment contre le président Biden.

## Affaires judiciaires

### Évasion fiscale et blanchiment d'argent
Fin 2020, une enquête est lancée dans laquelle Hunter Biden est soupçonné d'évasion fiscale et de blanchiment d'argent. L'affaire est nommée « tax affairs ». Il paye alors une partie des impôts qu'il n'avait pas payés, ce qui réduit ses chances d'être condamné devant un tribunal, mais une enquête plus large est ouverte en mars 2022. Deux témoins, anciens employés d'Hunter Biden, lors d'une audition d'un grand jury à Wilmington dans l'État du Delaware en février 2022, font part  d'enregistrements de versement d'argent depuis une société énergétique ukrainienne. En juin 2023, Hunter Biden plaide coupable de fraude fiscale et de détention illégale d'arme à feu. Selon son avocat, l'ancien homme d'affaires, devenu artiste, « tient à assumer les erreurs faites lorsqu'il était aux prises dans sa vie avec des tourments et des addictions ». Joe Biden déclare alors : « Je suis très fier de mon fils ». Toutefois, en juillet 2023, Hunter Biden décide de changer de plaidoirie et se déclare non coupable des chefs d’accusation.
En décembre 2023, il est inculpé pour fraude fiscale. Selon l'acte d'accusation, Hunter Biden est impliqué dans un montage pour ne pas payer « au moins 1,4 million de dollars » lors de ses déclarations d'impôts fédéraux dus pour la période allant de 2016 à 2019. Il doit être jugé en 2024. Le 5 septembre 2024, Hunter Biden plaide coupable d'évasion fiscale fédérale peu avant le début prévu de son procès en Californie.

### Possession d'arme à feu sous l'influence de stupéfiants
En septembre 2023, il est inculpé au niveau fédéral pour détention illégale d'arme à feu. Il est accusé d'avoir fait une fausse déclaration au moment d'acheter une arme en 2018, en indiquant qu'il ne souffrait pas d'addictions.
En juin 2024, Hunter Biden est reconnu coupable par la cour de district fédérale du Delaware de trois chefs d'accusation liés à la possession d'une arme à feu sous l'influence de stupéfiants. Cette condamnation fait de lui le premier enfant d'un président américain en exercice à être reconnu coupable lors d'un procès pénal,.
Début décembre 2024, avant le retour de Donald Trump à la Maison-Blanche, Joe Biden lui accorde la grâce présidentielle alors qu'il avait précédemment exclu cette éventualité,.